# Сражение на Гарлемских высотах
Сражение на холмах Харлем-Хайтс (англ. Battle of Harlem Heights «сражение на Гарлемских высотах») — сражение, которое произошло около и на следующий день после сдачи американцами города Нью-Йорк в ходе кампании за Нью-Йорк и Нью-Джерси во время Войны за независимость США. Сражение произошло на территории, известной как Высоты Морнингсайт и к востоку от них, в северо-западном Манхеттене. Континентальная армия под командованием Джорджа Вашингтона, Натаниеля Грина и Израеля Патнама (9 тыс.чел.) удерживала позиции в Верхнем Манхеттене против авангардов британской армии (5 тыс.чел.) под командованием генерал-майора Генри Клинтона. Рано утром патрули рейнджеров Нолтона столкнулись с пикетами британской лёгкой пехоты, и британцы стали преследовать американцев, приближаясь к позициям Вашингтона на высотах. Переоценив свои силы, британцы сильно оторвались от своих основных сил, и Вашингтон, заметив это, приказал атаковать их во фланг. Британскому отряду удалось избежать окружения и отступить. Получив подкрепления, британская пехота заняла позицию в полях на Морнингсайтских высотах. После двух часов ожесточённой перестрелки британцы начали отступать к основной линии своих войск. Вашингтон отозвал преследование, чтобы не ввязываться в крупное сражение, и вернулся на свою позицию. Сражение помогло Континентальной армии вернуть уверенность своих силах. Также это первая победа Вашингтона в ходе войны за независимость.